# ABC World News Tonight
ABC World News Tonight with David Muir es el noticiero de la tarde de la cadena estadounidense ABC. Se emite desde 1953, pero tomó su actual denominación el 10 de julio de 1978. Es presentado actualmente por Charles Gibson (lunes a viernes), Jim Avila (sábado) y Dan Harris (domingo). En 1979 se expandió a 6 noches a la semana con World News Sunday y en 1985 a 7 días completos con World News Saturday.

## Historia

### Primeros años (1953 a 1978)
Comenzó en el otoño de 1953 con título de ABC Evening News, un noticiero de 15 minutos con John Charles Daly como presentador. En la década del 60 fueron presentadores del noticiero John Cameron Swayze, Howard K. Smith, Bill Lawrence, Bill Shadel, Fendal Yerxa, Bill Sheehan y Edward P. Morgan. En 1962 Ron Cochran asume la conducción del programa hasta 1964. En 1965 un joven Peter Jennings fue presentado como conductor del nuevo noticiero Peter Jennings with the News. Durante esta era el programa pasó de tener 15 a 30 minutos.
En 1967, Jennings dejó el puesto de presentador y fue reasignado como corresponsal en el extranjero. ABC News pasó a ser presentado por Bob Young (octubre de 1967 a mayo de 1968), Frank Reynolds (mayo de 1968 a mayo de 1969), y posteriormente Reynolds junto a Howard K. Smith (mayo de 1969 a diciembre de 1970).
Smith y Harry Reasoner, quienes habían trabajado en CBS News y 60 Minutos, copresentaron ABC Evening News a partir de diciembre de 1970. En 1975, Reasoner asumió como único presentador, hasta 1976 cuando Barbara Walters se convirtió en la primera mujer presentadora de un noticiero nacional. La audiencia comenzó a bajar, posiblemente debido a la poca química entre Reasoner y Walters.

### Inicios de World News Tonight (1978 a 1983)
Estando en el lejano último lugar, el presidente de ABC News Roone Arledge reformó el noticiero, relanzándolo como World News Tonight el 10 de julio de 1978. Frank Reynolds regresó como presentador principal, reporteando desde Washington D. C. Max Robinson, el primer presentador afroamericano de noticias en Estados Unidos, reporteaba las noticias nacionales desde Chicago. También regresó Peter Jennings, reporteando las noticias internacionales desde Londres. 
Ocasionalmente aparecían reportes especiales de Barbara Walters y comentarios de Howard K. Smith. La audiencia comenzó lentamente a subir, hasta llegar al punto en que World News Tonight batió tanto a NBC Nightly News como a CBS Evening News.

### EraPeter Jennings(1983 a 2005)
En abril de 1983, Frank Reynolds se enfermó dejando a Jennings y Robinson como presentadores hasta su regreso. Reynolds murió el 20 de julio, víctima de una hepatitis viral aguda. Varios reemplazantes presentaron el programa hasta el 9 de agosto de 1983 cuando Jennings se convirtió en el presentador en solitario y editor jefe de World News Tonight. En septiembre de 1984, el programa fue renombrado como World News Tonight with Peter Jennings para potenciar al nuevo presentador. Robinson dejó ABC News en 1984, luego de presentar las ediciones de fin de semana de World News Tonight; el murió de sida en 1988.
Con Jennings como presentador, World News Tonight se convirtió en el noticiero más visto de Estados Unidos entre 1985 y 1997, pero a partir de 1997 fue superado por NBC Nightly News y CBS Evening News.

## Emisión internacional
ABC World News se emite en la cadena de noticias Orbit News en Europa y Medio Oriente.
También se emite en el Reino Unido a través de BBC News 24 a las 01:30. BBC News 24 es emitido también por BBC Two.
Sky News Australia emite el noticiero a las 10:30 de lunes a viernes.
A principios de los 90 Canal + emitió en España el noticiero durante las mañanas.